# Claus Parge
Claus „Attila“ Parge (* 10. Januar 1951 in Kampen (Sylt); † 26. April 2019 in Höfingen) war ein deutscher Profiboxer und Schauspieler.

## Profikarriere und Leben
Seinen ersten Profikampf bestritt der Schwergewichtler am 6. Dezember 1982 in Mannheim gegen Charly Graf. Am 11. Mai 1984 unterlag er Reiner Hartmann im Kampf um die Deutsche Meisterschaft im Schwergewicht durch technischen K. o. in der 5. Runde. Seine Profikarriere endete 1985. 
Ebenfalls 1985 spielte er den Boxtrainer im Film Macho Man mit René Weller. Genau wie Rene Weller wurde er in der deutschen Fassung ebenfalls synchronisiert. Danach betätigte er sich als Leibwächter, Gastronom  und Betreiber des Box-Gym Lucky Punch in Stuttgart. Dort trainierte Francois Botha 1995 vor seinem Stuttgarter WM-Kampf gegen Axel Schulz. Als das Box-Gym in der Hauptstätter Straße geschlossen wurde, führte er das Lucky Punch als reinen Gastrobetrieb in der Pfarrstraße weiter.
2019 starb Parge an multiplen Organversagen.

## Erfolge als Amateur
- 1964 und 1965 Deutscher Schülermeister im Halbschwergewicht
- 1966 und 1967 Deutscher Juniorenmeister
- 1968 und 1969 Württembergischer Juniorenmeister
- 1969 Süddeutscher Juniorenmeister
- 1980 Georg Rapp Turniersieger
- 1981 Württembergischer Seniorenvizemeister und Süddeutscher Seniorenvizemeister
- 1981 Süddeutscher Seniorenvizemeister
- In diversen Länderkämpfen wurde Parge insgesamt 3 × als bester Techniker ausgezeichnet.

## Filmografie
- 1985 Macho Man